# Aiximan
Aiximan (kinesiska: 艾西曼, 艾西曼镇) är en köping i Kina. Den ligger i den autonoma regionen Xinjiang, i den nordvästra delen av landet, omkring 1 000 kilometer sydväst om regionhuvudstaden Ürümqi. Antalet invånare är 14 803. Befolkningen består av 7 390 kvinnor och 7 413 män. Barn under 15 år utgör 25,0 %, vuxna 15-64 år 67 %, och äldre över 65 år 7,0 %.
Runt Aiximan är det ganska tätbefolkat, med 56 invånare per kvadratkilometer. Närmaste större samhälle är Kezileboyi, 12,3 km norr om Aiximan. Trakten runt Aiximan består till största delen av jordbruksmark.
Genomsnittlig årsnederbörd är 122 millimeter. Den regnigaste månaden är maj, med i genomsnitt 27 mm nederbörd, och den torraste är december, med 2 mm nederbörd.